# Cicones rufosignatus
Cicones rufosignatus is een keversoort uit de familie somberkevers (Zopheridae). De wetenschappelijke naam van de soort werd in 1984 gepubliceerd door Sasaji.